# Boljuni (Kalinovik, BiH)
Boljuni su razoreno seosko naselje  u općini Kalinovik, Republika Srpska, BiH. Nalaze se podno vrha Šiljevca (1434 m) i sjeverno od Klinje, istočno od Uloga, a u blizini je Kazanića vrelo. Pripada nevesinjskoj župi.

## Povijest
Iz vremena planištarenja ostalo je sjećanje gdje su koji humnjački Hrvati imali svoju planinu. Iz Boljuna od Stoca išli su u Boljune planinu. Dvojno su stanovali radi stoke i žitnice, zimi u Humnini, a ljeti se sa stokom seli u planinu. Humnjaci su u toj seobi sa sobom i ime svoga sela.
Nakon rata Hrvati katolici su nestali iz Boljuna.

## Vanjske poveznice
- Boljuni – ba.geoview.info